# 初音の鼓
『初音の鼓』(はつねのつづみ)は古典落語の演目の一つ｡

## あらすじ
骨董趣味の殿様に、毎回胡散臭いものを売りつけてゆく古商人の吉兵衛。
今日も今日とて「初音の鼓」という怪しい鼓を、百両という大金で殿様に売りつけようと画策する。
『初音の鼓』といえば、源義経が静御前に与えたとされる代物で、源九郎狐の親の雄狐雌狐の皮が張られており、本物であれば何百金にもなる由緒正しい品であるのだが、当然本物であるはずがない。
そこで吉兵衛はこの鼓が本物である証拠として「鼓を打つと、傍らにいる者に狐の霊が乗り移って『コンッ』と鳴く」と殿様に吹き込み、試しに鼓を打つ殿様の前で狐の鳴き真似をして、狐が乗り移った芝居をする。
さらに吉兵衛は、殿様の重臣である三太夫を買収し、三太夫にも狐の鳴き真似をさせることによって、まんまと殿様を騙すことに成功する。

すっかり本物だと信用した殿様は百両で買うと確約するが、その前に今度は「自分ではなく吉兵衛が鼓を打ったら、自分にも狐が乗り移るのかどうか試してみたい」と言い出し、流石に殿様まで買収することは出来ないので吉兵衛は窮地に陥ってしまう。
いざ恐る恐る吉兵衛が鼓を打つと、なんと殿様が『コンッ』と鳴いた。吉兵衛が贋物だと思っていた鼓は、実は本物だったのである。
その後､何度打っても殿様がコンコンと鳴くため､吉兵衛は本物の鼓であることに感動すると同時に、今まで自分が働いてきた詐欺まがいの行為に恥ずかしさを覚える｡

と､それはさておき、肝心のお勘定をしてもらうと､殿様からいただいた包みには一両しか入っていない｡
吉兵衛がお代は百両だと確認をすると、殿様は｢それでよいのじゃ｡余と三太夫の鳴き賃が差し引いてある｣と答えるのであった。